# Mocsárlégy
A mocsárlégy (Helophilus) a zengőlegyek (Syrphoidea) öregcsaládjában a névadó zengőlégyfélék (Syrphidae)család herelégyfélék (Eristalinae) alcsaládjéban a herelégy-rokonúak (Eristalini) nemzetség egyik neme.

## Származása, elterjedése
Fajai főleg az északi faunabirodalom holarktikus faunaterületén (Holarktisz) terjedtek el. A palearktikus faunatartományból (Palearktisz) 2017-ig mintegy húsz faját írták le; ezek közül Magyarországon négyet gyűjtöttek:
- nagy mocsárlégy (Helophilus trivittatus)
- északi mocsárlégy (Helophilus affinis)
- hibrid mocsárlégy (Helophilus hybridus);
- közönséges mocsárlégy (Helophilus pendulus)

## Megjelenése, felépítése
A közepesnél kissé nagyobb zengőlégy. A rá igen emlékeztető iszaplégy (Anasimyia) nemmel közösen alkotják a Helophilina alnemzetséget.
A hátán sárga vagy szürke hosszanti csík húzódik, a potrohát sárga és szürke keresztcsíkok mintázzák.
A csápja sötét, szeme csupasz, a hímé is elválasztott. Arca nem nagyon nyúlik előre és hosszanti fényes középcsík húzódik rajta. Lábai erősek, a hátulsó combok vastagok. Szárnyuk r4+5 ere mélyen behajlik az R5 sejtbe.

## Életmódja, élőhelye
Imágói többnyire nedvességkedvelők — főleg vizes biotópokban, vizek közelében, rendszerint különféle virágokon találhatók.
Lárváik rothadó növényi részekben gazdag iszapos vizekben, mocsarakban fejlődnek.

## Rendszertani felosztása
A nemet két fajsorra bontják:
1. Helophilus fajsor:
- H. affinis Wahlberg, 1844
- H. bilinearis Williston, 1887
- H. borealis Stæger, 1845
- H. bottnicus Wahlberg, 1844
- H. celeber Osten Sacken, 1882
- H. consimilis Malm, 1863
- H. continuus Loew, 1854
- H. contractus (Claussen & Pedersen, 1980)
- H. distinctus Williston, 1887
- H. fasciatus Walker, 1849
- H. frutetorum (Fabricius, 1775)
- H. groenlandicus (Fabricius, 1780)
- H. hybridus Loew, 1846
- H. insignis Violovitsh, 1979
- H. intentus Curran and Fluke, 1922
- H. interpunctus (Harris, 1776)
- H. kurentzovi (Violovitsh, 1960)
- H. lapponicus Wahlberg, 1844
- H. latifrons Loew, 1863
- H. lineatus (Fabricius, 1787)
- H. lunulatus Meigen, 1822
- H. neoaffinis Fluke, 1949
- H. obscurus Loew, 1863
- H. oxycanus (Walker, 1852)
- H. parallelus (Harris, 1776)
- H. pendulus L., 1758
- H. perfidiosus (Hunter, 1897)
- H. pilosus Hunter, 1897
- H. relictus (Curran & Fluke, 1926)
- H. sapporensis Matsumura, 1911
- H. sibiricus Smirnov, 1923
- H. stipatus Walker, 1849
- H. transfugus L., 1758
- H. trivittatus (Fabricius, 1805)
- H. turanicus Smirnov, 1923
- H. versicolor (Fabricius, 1794)
- H. virgatus Coquillett, 1898

2. Pilinasica fajsor:
- H. antipodus Schiner, 1868
- H. campbelli (Miller, 1921)
- H. campbellicus Hutton, 1902
- H. cargilli Miller, 1911
- H. chathamensis Hutton, 1901
- H. cingulatus Fabricius, 1775
- H. hectori Miller, 1924
- H. hochstetteri Nowicki, 1875
- H. ineptus Walker, 1849
- H. montanus (Miller, 1921)
- H. seelandicus Gmelin, 1790
- H. taruensis Miller, 1924